# Rewal
Rewal (Duits: Rewahl) is een dorp in de Poolse woiwodschap West-Pommeren. De plaats maakt deel uit van de gemeente Rewal en telt 690 inwoners.